# امانوئل و تجارت برده سفید
امانوئل و تجارت برده سفید (انگلیسی: Emanuelle and the White Slave Trade) با نام اصلی مسیر فحشا (ایتالیایی: La via della prostituzione) یک فیلم بهره‌کشی به کارگردانی جو داماتو است که در سال ۱۹۷۸ منتشر شد. این فیلم آخرین فیلم از مجموعهٔ امانوئل سیاه به کارگردانی جو داماتو بود.

## گزیدهٔ بازیگران
- لورا خمسر
- الی گالیانی
- گابریله تینتی
- ونانتینو ونانتینی